# Ružica Sokić
Ružica Sokić (en serbe cyrillique : Ружица Сокић), née le 14 décembre 1934 à Belgrade et morte le 19 décembre 2013 dans la même ville,  est une actrice serbe.

## Biographie
Fille de Petar Sokić (1893-1964), copropriétaire du journal Pravda, elle se tourne vers le cinéma après avoir été diplômée de l'Académie des arts de la scène de Belgrade en 1958. Elle joue dans une quarantaine de films, et a obtenu deux récompenses, dont la Grande Arène d'or au Festival du film de Pula en 1973.
En 2010, elle publie un livre : The Passion of flying.
Elle meurt le 19 décembre 2013 de la maladie d'Alzheimer dans sa ville natale, âgée de 79 ans.

## Filmographie

### Cinéma
- 1963 : Zemljaci : Cvijeta
- 1964 : Mars na Drinu : Zena na prozoru (créditée  Ljubica Sokic)
- 1965 : Gorki deo reke : Jelena
- 1967 : Bokseri idu u raj : Svastika
- 1967 : Dim
- 1967 : Une affaire de cœur : La tragédie d'une employée des P.T.T. : Ruza, Izabelina koleginica
- 1967 : Quand je serai mort et livide : Duska ... pevacica
- 1968 : Ima ljubavi, nema ljubavi
- 1969 : Sedmina - Pozdravi Marijo : Ana
- 1969 : Kros contri : Sestra
- 1969 : Love and Some Swear Words (Ljubav i poneka psovka) : Elma
- 1972 : Tragovi crne devojke : Kaca
- 1974 : Uzicka Republika : Mira
- 1975 : Hitler iz naseg sokaka : Anika
- 1975 : Poznajete li Pavla Plesa?
- 1976 : Beach Guard in Winter (Cuvar plaze u zimskom periodu) : Udovica
- 1977 : Leptirov oblak : Jela
- 1977 : Hajducka vremena : Brankova uciteljica
- 1978 : Nije nego : Professeur de géographie
- 1979 : Pakleni otok
- 1980 : Avanture Borivoja Surdilovica : Andjelija
- 1982 : Tesna koza : Persida Pantic
- 1982 : Koletova majka
- 1983 : Ja sam tvoj bog
- 1984 : Vojnici : Gradjanka
- 1985 : Ada : docteur Sefer
- 1985 : Hey Babu Riba : la mère de Kica
- 1986 : Majstor i Sampita : Bertina drugarica I
- 1986 : Druga Zikina dinastija : Vlajkova snajka Ruza
- 1987 : Oktoberfest : Luletova majka
- 1987 : Tesna koza 2 : Persida Pantic
- 1987 : Déjà vu : Glumica
- 1988 : Sta radis veceras
- 1988 : Tesna koza 3  : Persida Pantic
- 1988 : Jednog lepog dana : Ana
- 1989 : La guerre la plus glorieuse (Migrations)
- 1991 : Tesna koza 4 : Persida Pantic
- 1991 : Original falsifikata : Mileva
- 1991 : Bracna putovanja : Johanova zena
- 1992 : Tango argentino : Rodjaka
- 1993 : Pun mesec nad Beogradom : Kosara
- 1995 : Tamna je noc : Ruzica Belezada
- 2001 : Normalni ljudi : Nikolina ujna
- 2001 : Sve je za ljude : Sudija
- 2002 : Zona Zamfirova : Taska
- 2005 : Zvezde ljubavi : Glumica